# 黃占元
黃占元，廣東香山縣榄镇人，字卓南，清朝軍事將領、武進士出身。
光緒十五年，登己丑恩科會試第五十名进士，殿试三甲第二十一名，授蓝翎侍卫，历任广东潮州镇总兵，闽粤南澳镇总兵，特授香山县协副将。